# Richtlinie (EU) 2024/1275 (Gesamtenergieeffizienz von Gebäuden)
Die Richtlinie (EU) 2024/1275 über die Gesamtenergieeffizienz von Gebäuden (englisch Energy performance of buildings directive; umgangssprachlich Gebäuderichtlinie) ist neben der Energieeffizienzrichtlinie eines der wichtigsten Rechtsinstrumente der Europäischen Union zur Verbesserung der Gesamtenergieeffizienz von Gebäuden in der Gemeinschaft. Die ursprüngliche Richtlinie 2010/31/EU wurde vom Kyoto-Protokoll inspiriert, das die EU und alle ihre Mitglieder verpflichtet, verbindliche Emissionsreduktionsziele festzulegen. Nach mehrmaligen Veränderungen wurde die Richtlinie 2024 umfassend neu aufgelegt. Die Änderungen müssen in der Folge aber noch in nationales Recht umgesetzt werden.

## Inhalt
Die Richtlinie gliedert sich nach Einführung und Definitionen in folgende Artikel:
Artikel 3: Nationaler Gebäuderenovierungsplan
Artikel 4: Festlegung einer Methode zur Berechnung der Gesamtenergieeffizienz von Gebäuden
Artikel 5: Festlegung von Mindestanforderungen an die Gesamtenergieeffizienz
Artikel 6: Berechnung der kostenoptimalen Niveaus von Mindestanforderungen an die Gesamtenergieeffizienz
Artikel 7: Neue Gebäude
Artikel 8: Bestehende Gebäude
Artikel 9: Mindestvorgaben für die Gesamtenergieeffizienz für Nichtwohngebäude und Pfade für die schrittweise Renovierung des Wohngebäudebestands
Artikel 10: Solarenergie in Gebäuden
Artikel 11: Nullemissionsgebäude
Artikel 12: Renovierungspass
Artikel 13: Gebäudetechnische Systeme
Artikel 14: Infrastruktur für nachhaltige Mobilität
Artikel 15: Intelligenzfähigkeit von Gebäuden
Artikel 16: Datenaustausch
Artikel 17: Finanzielle Anreize, Kompetenzen und Marktschranken
Artikel 18: Zentrale Anlaufstellen für die Gesamtenergieeffizienz in Gebäuden
Artikel 19: Ausweise über die Gesamtenergieeffizienz
Artikel 20: Ausstellung von Ausweisen über die Gesamtenergieeffizienz
Artikel 21: Aushang von Ausweisen über die Gesamtenergieeffizienz
Artikel 22: Datenbanken für die Gesamtenergieeffizienz von Gebäuden
Artikel 23: Inspektionen
Artikel 24: Berichte über die Inspektion von Heizungsanlagen, Lüftungsanlagen und Klimaanlagen
Artikel 25: Unabhängiges Fachpersonal
Artikel 26: Zertifizierung von Baufachleuten
Artikel 27: Unabhängiges Kontrollsystem
Artikel 28: Überprüfung
Artikel 29: Information
Die Richtlinie von 2024 formuliert ehrgeizigere Ziele für einen geringeren Gesamtenergieverbrauch der Gebäudebestände; für jeden Mitgliedstaat gilt: Der durchschnittliche Primärenergieverbrauch von Wohngebäuden soll bis 2030 um 16 % sinken, bis 2035 um 20–22 % im Vergleich zu 2020.
Für Nichtwohngebäude gibt es an der Gesamtenergieeffizienz ausgerichtete Renovierungsziele: Die 16 % der Gebäude, die die schlechteste Effizienz haben, müssen bis 2030 renoviert werden, bis 2033 sind es dann die schlechtesten 26 %. Basis dafür ist der Gebäude-Bestand 2020. Nichtwohngebäude mit technischen Systemen von mehr als 70 kW müssen ein Energiemanagement einrichten.
Im Neubau sind Nullemissionsgebäude der neue Standard (ab 2028 für alle Gebäude der öffentlichen Hand, ab 2030 für alle neuen Gebäude; die Definition von Nullemissionsgebäuden ist den Mitgliedsländern überlassen) und sie müssen mit Dach-Photovoltaikanlagen oder Solarthermie ausgerüstet werden können. Subventionen für Heizkessel mit fossilen Brennstoffen sind nicht mehr zulässig. Die neue Richtlinie enthält auch Bestimmungen über Vorverkabelung, Ladepunkte für Elektrofahrzeuge und Fahrradstellplätze. Finanzierungsmaßnahmen der Mitgliedstaaten müssen besonders an Renovierung und an die Unterstützung von Menschen in Energiearmut ausgerichtet sein.
Die Richtlinie bildet den Rahmen, in dem die Mitgliedstaaten in nationalen Rechtsvorschriften und Maßnahmen die Emissionen und den Energieverbrauch von Gebäuden verringern. Die einzelnen Mitgliedsstaaten der EU müssen bis Mitte 2026 die Richtlinie in nationales Recht umsetzen, sie sind verantwortlich dafür, den Pfad zur Senkung des Primärenergieverbrauchs festzulegen und zu entscheiden, welche Gebäude sie mit welchen Maßnahmen adressieren. Sie können bestimmte Gebäudekategorien ausnehmen, zum Beispiel historische Bauwerke oder Ferienhäuser. Die Mitgliedsländer müssen regelmäßig Pläne zur Gebäudesanierung vorlegen mit Bestandsübersicht und Zielen für Sanierungsrate und Verbräuche (Nationale Gebäude-Sanierungs-Pläne), außerdem sollen sie zentrale Anlaufstellen für sanierungswillige Eigentümer einrichten (so genannte „One-Stop-Shops“).

## Geschichte

### Richtlinie 2002/91/EG
Die erste Fassung der EPBD, die Richtlinie 2002/91/EG, wurde am 16. Dezember 2002 genehmigt und trat am 4. Januar 2003 in Kraft. Die EU-Mitgliedstaaten waren verpflichtet die Richtlinie innerhalb von drei Jahren nach ihrer Einführung (4. Januar 2006) durch das Erlassen von Rechts- und Verwaltungsvorschriften in nationales Recht umzuwandeln.
Die Richtlinie verlangte, dass die Mitgliedstaaten ihre Bauvorschriften verschärfen und einen Ausweis über die Gesamtenergieeffizienz von Gebäuden einführen. Insbesondere verpflichtete sie die Mitgliedstaaten, Artikel 7 Ausweis über die Gesamtenergieeffizienz, Artikel 8 Inspektion von Heizkesseln und Artikel 9 Inspektion von Klimaanlagen einzuhalten.

### Richtlinie 2010/31/EU
Die Richtlinie 2002/91/EG wurde im Jahr 2010 durch die sogenannte „EPBD-Neufassung“ ersetzt, die am 19. Mai genehmigt wurde und am 18. Juni 2010 in Kraft trat.
Diese Version der EPBD (Richtlinie 2010/31/EU) erweiterte ihren Fokus u. a. auf Niedrigenergiegebäude und kostenoptimale Mindestanforderungen an die Gesamtenergieeffizienz. Sie verpflichtet die Mitgliedstaaten:
- vollumfassende Bewertungskriterien für Gebäude zu definieren und diese als Grundlage für Anforderungen bei Neubauten und bei wesentlichen Änderungen von Bestandsgebäuden zu verwenden, wobei in einer Anlage definiert ist, welche Aspekte von den Bewertungskriterien abgedeckt sein müssen.
- und bei bestimmten Anlässen (Neubau, wesentliche Änderung, Verkauf, Vermietung, öffentliche Dienstleistungen und Starker Publikumsverkehr auf wesentlichen Flächen des Gebäudes) Energieausweise einzuführen, die jeweils auf bestimmte Weise zugänglich gemacht werden müssen.[7]

### Änderungsrichtlinie 2018/844/EU
Mit dem sogenannten Winterpaket 2016 legte die EU-Kommission auch eine Änderungsrichtlinie für die EPBD 2010 vor. Bei der Richtlinie 2018/844 handelt es sich nicht um eine eigenständige EU-Richtlinie, sondern um eine Novelle zur fortbestehenden Richtlinie 2010/31/EU.

### Verordnung 2018/1999/EU
Die Verordnung (EU) 2018/1999 (Governance-Verordnung) dient der Einführung eines Governance-Systems für die Energieunion und für den Klimaschutz zur Steuerung der Umsetzung der Energie- und Klimapolitik. Durch Art. 53 der Verordnung 2018/1999/EU wird beispielsweise Art. 2a der Richtlinie 2010/31/EU dahingehend geändert, dass die Mitgliedstaaten eine langfristige Renovierungsstrategie festlegen müssen, um den nationalen Gebäudebestandes bis zum Jahr 2050 hin zu einem in hohem Maße energieeffizienten und dekarbonisierten Gebäudebestand zu renovieren.

### Richtlinie (EU) 2024/1275
Im Rahmen des Fit for 55-Pakets legte die EU-Kommission am 15. Dezember 2021 einen Vorschlag für eine Neufassung der Gebäuderichtlinie vor. Das EU-Parlament nahm am 14. März 2023 in erster Lesung eine geänderte Fassung an, der der Rat am 12. April zustimmte. Die Richtlinie (EU) 2024/1275 trat am 28. Mai 2024 in Kraft und ersetzt die Richtlinie 2010/31/EU.